# CC Container
En CC Container er en vogn som bruges til transport af blomster. Den blev udviklet i 1976 af en række danske gartnerier og produceres, markedsføres og udlejes af det dansk/hollandske selskab Container Centralen.
CC Containeren består af en bund med en træplade og 4 acryl-hjul. Herpå sidder 4 stolper med huller á 5 cm. mellemrum. I disse huller sættes hylderne, som på denne måde kan tilpasses de enkelte planters højde. Derudover findes forskellige typer forlængere, som gør det muligt at sætte endnu flere hylder på en container. 
Baggrunden for CC Containeren var, at gartnerierne manglede en standardiseret transportemballage. Før havde man brugt trækasser, plastickasser på Europaller og anden engangs emballage. Men man ønskede et system der kunne nedsætte emballage- og transportomkostningerne. Man udviklede derfor en container der måler 1350 x 565 mm. i bundmål. Disse mål gør den nem at håndtere under transport, da der kan stå 4 ved siden af hinanden i en lastbil. 
Til at administrere CC Containerne oprettede man firmaet Container Centralen. Det er dette firma der producerer, markedsfører, ejer og udlejer containerne til gartnerierne. 
Gartnerierne kontakter Container Centralen med deres emballagebehov hvorefter der tegnes en kontrakt på X antal enheder. Denne kontrakt koster et engangsbeløb, som i størrelse afhænger af antallet af enheder. Herefter har man råderet over dette antal så længe kontrakten løber.
Hvert år betales et såkaldt pool-gebyr, som kan sidestilles med en forsikringspræmie. Dette gebyr dækker reparationer og giver ret til 1-1 ombytning af skadet materiel.
1-1 ombytning er generelt kernen i hele systemet. Når et gartneri afsender en container med hylder, har vedkommende ret til at få det samme antal retur fra modtageren. Dette mellemværende vil typisk varetages af transportøren, som sørger for ombytning ved levering. På den måde er gartnerier sikret mod at løbe tør for emballage. 
For at sikre sig, at alle har glæde af systemet, kontrollerer man af og til gartnerierne. For mange containere i forhold til kontrakten giver en bod. På den måde er ingen interesseret i at have flere enheder end kontrakten lyder på.
I dag er CC Containeren den anerkendte standard indenfor den europæiske blomsterbranche og for nuværende er der ca. 3,5 millioner CC Containere i cirkulation. Hertil kommer et ukendt antal hylder og forlængere.

## Eksterne kilder og henvisninger
- Om CC Containeren Arkiveret 8. februar 2015 hos  Wayback Machine